# 玉目丹波守 (初代)
玉目 丹波守  （たまめ たんばのかみ）は、安土桃山時代の武士。諱は不明。加藤清正の家臣。肥後国南郷高畑城主。清正の側室・正応院の父であり、彼女の産んだ加藤家2代・忠広の外祖父にあたる。

## 略歴
玉目氏は肥後の国人。肥後最古の地誌「國郡一統志」によると、中世阿蘇大宮司家の武将に「南郷高畑城主　玉目秀左衛門」の名があるので、阿蘇外輪の玉目郷を含む高畑地域の小豪族であったと思われる。
阿蘇氏衰退後、丹波守は豊臣政権の大名として肥後に入部した加藤清正に仕えたらしく、娘が加藤清正の側室・正応院となり、娘の産んだ三男・虎藤（忠広）が清正の跡の加藤家を継ぎ熊本藩主となると、外戚として権力を得る。ただし、この時の玉目丹波は2代目である。初代玉目丹波の墓は阿蘇外輪の玉目（熊本県山都町（旧蘇陽町)）にあり、樹齢500年を超えるタブの大樹の根方に明治10年の西南戦争で薩摩軍に壊されたという宝篋印塔の残欠が並べられている。
元和8年（1622年）「加藤家侍帳」（永青文庫蔵）扶持方に名がある「丹波母」は、2代目丹波の母すなわち初代丹波の室と考えられ、加藤家改易、忠広の出羽国庄内配流のおり、忠広の命を受けた生熊九郎助が迎えに肥後へ下り庄内に移住した。娘・正応院、忠広の側室となっていた2代目丹波の娘・しげなど身内に囲まれて幸せな余生を送ったようである。

## 2代目玉目丹波
慶長16年（1611年）に加藤清正が逝去すると、家督を相続した加藤忠広は、幼少のために家老達の合議によって藩政が執行される。藩主外戚として権力を得た2代目玉目丹波であったが、やがて重臣間の権力抗争から藩を二つに割っての「馬方牛方騒動」が勃発する。馬方である加藤右馬允派は、牛方である加藤美作と2代目玉目丹波らが、大坂の陣で豊臣方に内通したと訴え、元和4年（1618年）に2代将軍・徳川秀忠の裁定するところとなり、丹波ら牛方は申し開きをすることができず粛清される。2代目玉目丹波は会津に配流されてその地で果てた。